# María Isabel Martínez Campos
María Isabel Martínez-Campos y Rodríguez (Madrid, España, 8 de marzo de 1926-Ibidem., 2 de diciembre de 2017) fue la marquesa viuda de la Motilla.

## Biografía
María Isabel Martínez-Campos y Rodríguez de la Boeta era hija de Arsenio Martínez de Campos y de la Viesca, II duque de Seo de Urgel, III marqués de Martínez Campos, dos veces Grande de España y III marqués de Viesca de la Sierra, y de María de los Dolores Rodríguez Limón y biznieta del capitán general Arsenio Martínez Campos, y de su esposa, María Dolores Rodríguez de la Boeta Limón, que ingresó en un convento de clausura en Huelva cuando su marido falleció. El militar tuvo un papel relevante en la historia política española. Fue autor del pronunciamiento que provocó la restauración de la monarquía borbónica. Su abuelo y su padre también fueron generales. La familia materna (los Rodríguez Limón) provenían del pueblo onubense de Alosno.

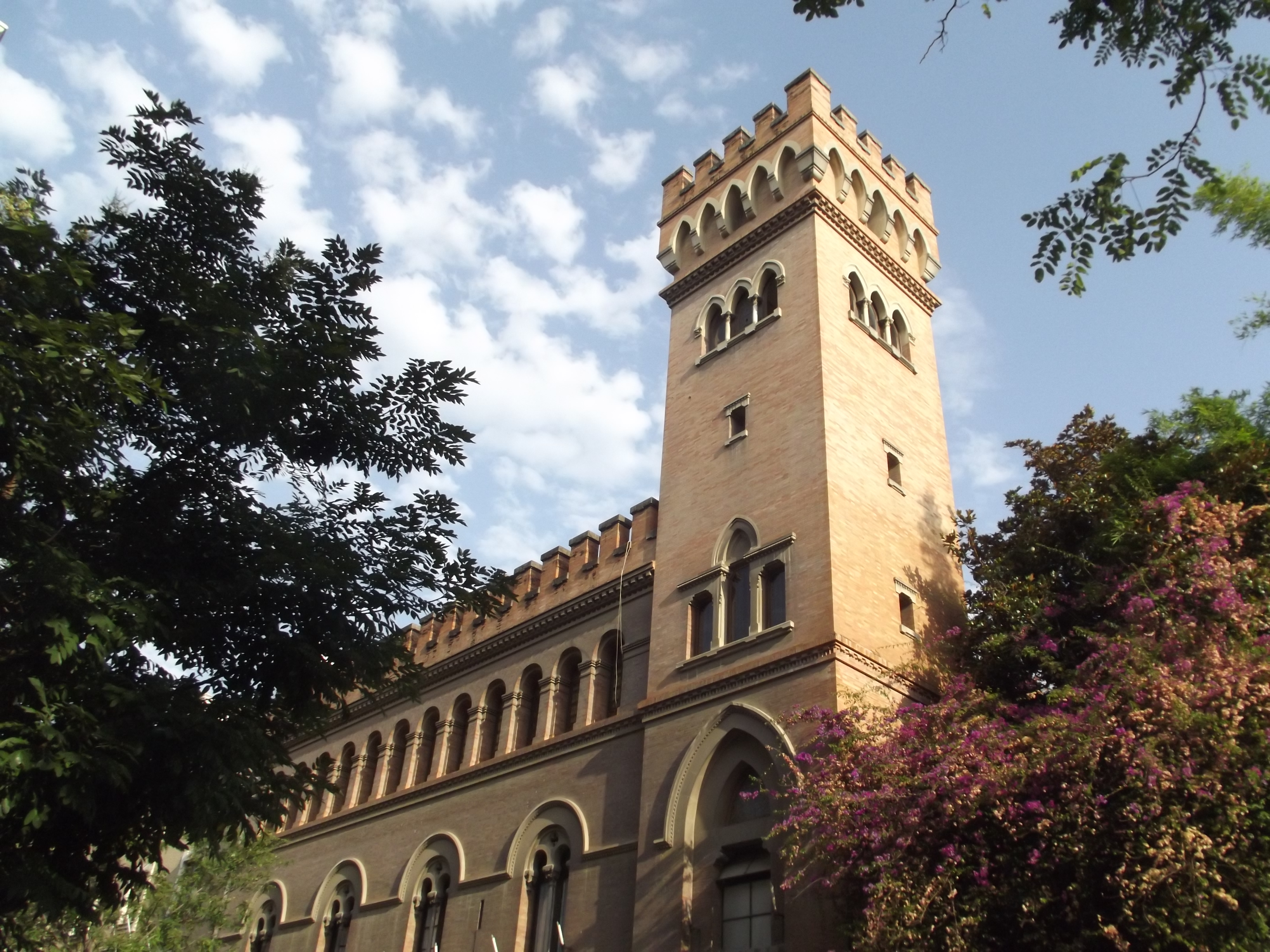
Palacio del marqués de la Motilla en la calle Cuna, Sevilla

Compartió su vida con su marido, Fernando de Solís-Beaumont y Atienza, X marqués de la Motilla y XIV marqués de Valencina, con el que tuvo once hijos. Transformó su casa de la calle Cuna, en el centro de la capital hispalense, construida en el siglo XVI y modificada a finales del XIX, en un palacio neobarroco florentino.
Fue conocida mediaticamente a raíz de la boda de una de sus hijas Matilde Solís con Carlos Fitz-James Stuart, actual duque de Alba. Tras doce años de casados, se separaron. Si bien, su hijo mayor Fernando Fitz-James Stuart y Solís, nieto de María Isabel Martínez-Campos es el futuro Duque de Alba.
Después de una larga enfermedad, murió en Madrid el 1 de diciembre de 2017. Tenía once hijos, treinta y cuatro nietos; y treinta y un biznieto. Su hijo mayor, Miguel Ángel de Solís-Beaumont y Martínez-Campos, es el actual marqués de la Motilla.
Su funeral tuvo lugar en la sevillana iglesia de la Anunciación y, posteriormente fue enterrada en el cementerio de San Fernando (Sevilla).
Era miembro destacado del Opus Dei.